# SiM
SiM（Silence iz Mine），是2004年形成的神奈川縣日本金屬樂隊，所屬唱片公司為波麗佳音，樂隊目前由MAH（主唱），SHOW-HATE（吉他），SIN（貝斯）和GODRi（鼓手）組成。他們的音樂風格混合了搖滾，重金屬，新金屬，斯卡曲風，雷鬼，配音和龐克與叛逆的歌詞和歌曲的態度。

## 成員
- MAH（マー，本名:谷口学）

主唱，口風琴，吉他
出生於1986年8月5日，身高168cm。
2017年3月13日和模特兒Alisa Durbrow結婚。
- SHOW-HATE（ショウヘイト，本名:飯田昌平）

吉他，電子琴，合成器，和聲歌手
2006年加入，身高166cm。
- SIN（シン，本名:篠原慎也）

貝斯，和聲歌手
2009年正式加入，身高164cm。
使用Fender Jazz Bass。
- GODRi（ゴリ，本名:谷口雄哉）

鼓手，和聲歌手
出生於1986年6月24日，2009年加入，身高170cm。